# Затварниця (гміна)
Ґміна Затварниця (пол. Gmina Zatwarnica) — колишня (1934—1939 рр.) сільська ґміна Ліського повіту Львівського воєводства Польської республіки (1918—1939) рр.. Центром ґміни було село Затварниця.
1 серпня 1934 р. було створено ґміну Затварниця у Ліському повіті. До неї увійшли сільські громади: Хміль, Гільське, Криве коло Творильного, Руське, Студене, Творильне і Затварниця.
У 1945-1947 роках українське населення виселено в СРСР та на понімецькі землі.